# Букин, Валентин Павлович
Валенти́н Па́влович Бу́кин (1 июля 1942, Улан-Удэ, Бурят-Монгольская АССР, РСФСР — 2 августа 2015, Санкт-Петербург) — советский и российский актёр театра и кино; заслуженный артист Российской Федерации (2003). В кино играл всё — от эпизодов до главных ролей. Снялся более чем в 120 фильмах. Среди них: «Приключения Буратино», «Изыди», «Всё будет хорошо!», «Кин-дза-дза!», «Звёздочка моя ненаглядная», «Империя под ударом», «Мастер и Маргарита», «Атаман», «Пером и шпагой» и др.

## Биография
Валентин Букин родился 1 июля 1942 года в Улан-Удэ. Мать — директор столовой, отец — судостроитель на верфи им. Е. Ярославского, строил пароход «Иосиф Сталин». Рос в Улан-Удэ и в Иркутске. В школе любил рисовать и считался главным художником в классе, выставлялся на международных детских выставках. После 7-го класса поступал в Иркутское художественное училище, но ушёл с 1-го курса. Оформлял декорации в спектаклях Дома пионеров. После того как заменил заболевшего исполнителя роли короля в спектакле Дома пионеров «Снежная королева» решил стать актёром.
После 9-го класса принят актёром второго состава в Русский государственный драматический театр им. Н. А. Бестужева (Улан-Удэ). Окончив вечернюю школу, поступал в ГИТИС и в Школу-студию МХАТа, но не прошёл по конкурсу. В итоге поступил в студию при Иркутском областном драматическом театре. После 1-го курса был призван в армию, проходил службу в пограничных войсках СССР. После демобилизации продолжил учёбу, но уже в Иркутском театральном училище, откуда после 3-го курса вернулся в Улан-Удэ — работал актёром в РГДТ им. Н. А. Бестужева, где также ставил спектакли как художник. Через год уехал работать в областной театр им. Чкалова г. Николаева. После год работал в драмтеатре Благовещенска. Затем поступил актёром в московский Потешный театр «Скоморох», которым руководил Г. И. Юденич. Позже 4 года работал в Смоленском драмтеатре. В 1973 году переехал в Белоруссию, где проработал 20 лет в Национальном академическом театре им. Я. Купалы. Там же заочно закончил режиссёрское отделение Минского института культуры. С 1991 года приглашён в Ленинградский Театр комедии имени Н. П. Акимова, где проработал до 2000 г. После был свободным от театра, а с 2007 года приглашён по договору актёром в Большой драматический театр имени Г. А. Товстоногова, откуда ушёл в 2014 году.
Профессионально занимался спортом — был гимнастом, а также чемпионом Бурятии по боксу среди юношей.
Жил в Санкт-Петербурге в Доме ветеранов сцены имени М. Савиной. Снимался в кино и сериалах, ставил спектакли в театрах России как режиссёр. Написал книгу стихов и рассказов «Седина в голову — бес в перо!».
Ушёл из жизни 2 августа 2015 года в Санкт-Петербурге. Похоронен на Северном кладбище г. Минска (уч. 56).

## Награды
- Почётное звание «Заслуженный артист Российской Федерации» (2003)[1].
- Нагрудный знак Министерства культуры России «За достижения в культуре».
- Приз «Золотая бригантина» в номинации «Лучшая мужская роль второго плана» на Международном кинофестивале «Бригантина» (2001), за роль деда Петрули в фильме С. Микаэляна «Звёздочка моя ненаглядная»[4].
- Медаль «Честь и Польза» Международного благотворительного Фонда «Меценаты столетия».
- Большая Золотая медаль «Национальное достояние» Международного благотворительного Фонда «Меценаты столетия».
- Орден «Слава нации» 2-й степени Международного общественного движения «Добрые люди мира».

### Номинации
- 1991 — номинация «Лучший актёр» на МКФ «Кинотавр» за роль Трофима в фильме Д. Астрахана «Изыди». Премию в номинации получил Владимир Ильин за фильм «Сукины дети».
- 2001 — номинация на «Тэфи» сериала «Империя под ударом», где Букин сыграл одну из главных ролей. Премию в номинации получил сериал «Граница. Таёжный роман».

## Творчество

### Роли в театре
- «Дети Ванюшина» Найдёнова — Ванюшин
- «Гамлет» Шекспира — Полоний
- «Мера за меру» Шекспира — Помпей Попа
- «Мещане» М. Горького — Тетерев
- «Царь Фёдор Иоанович» — Луп Клешнин
- «Бесприданница» А. Н. Островского — Кнуров, Робинзон
- «С лёгким паром, или ирония судьбы» Рязанова — Ипполит
- «Дамы и гусары» Фредро — Майор
- «Иванов» А. П. Чехова — Шабельский
- «Вишнёвый сад» А. П. Чехова — Епиходов

### Постановки спектаклей
- «Василий Тёркин» Твардовского — автор инсценировки и режиссёр, Смоленский драмтеатр
- «Бременские музыканты» — режиссёр и постановщик танцев, Смоленский драмтеатр
- «С любовью не шутят» Лопе де Вега — художник-постановщик, ГРДТ им. Н. Бестужева, Улан-Удэ
- «Таня» Арбузова — режиссёр-постановщик
- «Пока она умирала» Н. Птушкиной — режиссёр-постановщик и художник-постановщик, ГРДТ им. Н. Бестужева, Улан-Удэ

### Фильмография
| Год       |   | Название                                  | Роль                                                         |
| --------- | - | ----------------------------------------- | ------------------------------------------------------------ |
| 1968      | ф | Война и мир                               | эпизод                                                       |
| 1971      | ф | Звёзды не гаснут                          | нефтяник                                                     |
| 1971      | ф | Семья Коцюбинских                         | Морда                                                        |
| 1973      | ф | Горя бояться — счастья не видать          | Купец Поцелуев                                               |
| 1974      | ф | Великий укротитель                        | ветврач                                                      |
| 1974      | ф | Приключения в городе, которого нет        | трактирщик                                                   |
| 1975      | ф | Приключения Буратино                      | главный бульдог-полицейский                                  |
| 1975      | ф | Мы хлопцы живучие                         | Ахонька                                                      |
| 1975      | ф | Трудные этажи                             | Беленький                                                    |
| 1976      | ф | Волшебный круг                            | Моргуля                                                      |
| 1976      | ф | Всего одна ночь                           | посетитель ресторана Юрков                                   |
| 1976      | ф | Обелиск                                   | Мрачный Остап                                                |
| 1976      | ф | Эквилибрист                               | директор цирка Войнов                                        |
| 1976      | ф | Сергеев ищет Сергеева                     | Кастусь Иванович                                             |
| 1977      | ф | Марка страны Гонделупы                    | папа Чернопятко                                              |
| 1977      | ф | Судьба                                    | немец берущий в плен                                         |
| 1977      | ф | Про Красную Шапочку                       | слуга                                                        |
| 1977      | ф | Три весёлые смены                         | Имя персонажа не указано                                     |
| 1977      | ф | Хомут для Маркиза                         | шеф-повар                                                    |
| 1977      | ф | Воскресная ночь                           | собутыльник                                                  |
| 1978      | ф | Д’Артаньян и три мушкетёра                | придворный                                                   |
| 1978      | ф | Встреча в конце зимы                      | человек из управления карьера                                |
| 1979      | ф | Голубой карбункул                         | помощник Малделея                                            |
| 1979      | ф | Ипподром                                  | директор ипподрома                                           |
| 1979      | ф | Казаки-разбойники                         | Рыжий, бандит                                                |
| 1979      | ф | Особо опасные                             | бандит Тюха                                                  |
| 1980      | ф | Последняя охота                           | Фред Горслин                                                 |
| 1979      | ф | Удивительные приключения Дениса Кораблёва | зритель на выставке                                          |
| 1979      | ф | Мишка на Севере                           | начальник аэропорта Авдеенко                                 |
| 1980      | ф | Второе рождение                           | Пинтюрин                                                     |
| 1980      | ф | Атланты и кариатиды                       | прокурор                                                     |
| 1980      | ф | Золотые туфельки                          | белый солдат                                                 |
| 1980      | ф | Товарищ Иннокентий                        | верзила                                                      |
| 1981      | ф | Единственный мужчина                      | «тоже Тимофеев», пассажир самолёта                           |
| 1981      | ф | Наше призвание                            | гость                                                        |
| 1981      | ф | Проданный смех                            | шпик барона Треча                                            |
| 1981      | ф | Руки вверх!                               | агент «Бугемот»                                              |
| 1981      | ф | Гори, гори ясно                           | слесарь Тычкин                                               |
| 1982      | ф | Иван                                      | Кузьма, колхозник                                            |
| 1982      | ф | Сквозь огонь                              | полицай Игнатий Зуев                                         |
| 1983      | ф | Белые росы                                | мужчина с детской коляской                                   |
| 1983      | ф | Как я был вундеркиндом                    | врач                                                         |
| 1984      | ф | Восемь дней надежды                       | главный врач Белянкин                                        |
| 1984      | ф | Шутки в сторону                           | Кондрашкин                                                   |
| 1984      | ф | Осенний подарок фей                       | дирижёр оркестров                                            |
| 1984      | ф | Этот негодяй Сидоров                      | Илья Муромец                                                 |
| 1984      | ф | Колье Шарлотты                            | сцепщик вагонов Савин                                        |
| 1984      | ф | Без семьи                                 | повар                                                        |
| 1984      | с | Фитиль (сюжет «Необыкновенный концерт»)   | строитель                                                    |
| 1985      | ф | Картина                                   | военком Глотов                                               |
| 1985      | ф | Рейс 222                                  | Фёдор, пассажир, член ЦК КПСС                                |
| 1986      | ф | Летние впечатления о планете Z            | пожарный инспектор                                           |
| 1986      | ф | Кин-дза-дза!                              | летающий на пепелаце черноусый эцилопп                       |
| 1986      | с | Жизнь Клима Самгина                       | медник                                                       |
| 1986      | ф | Обвиняется свадьба                        | гость                                                        |
| 1986      | ф | Садовник                                  | участковый                                                   |
| 1986      | ф | Не забудьте выключить телевизор           | сосед                                                        |
| 1986      | ф | Я — вожатый форпоста                      | отец пионерки Галии Бекмухаметовой                           |
| 1987      | ф | Везучий человек                           | Маркелыч                                                     |
| 1987      | с | Поражение                                 | Имя персонажа не указано                                     |
| 1987      | ф | Катенька                                  | повар Иван Алексеевич                                        |
| 1988      | ф | Вы чьё, старичьё?                         | фотограф Подходцев                                           |
| 1988      | ф | Воля вселенной                            | пассажир, с 13-го места                                      |
| 1988      | ф | Наш бронепоезд                            | гость в ресторане                                            |
| 1988      | ф | Полёт птицы                               | немецкий генерал                                             |
| 1988      | ф | Большая игра                              | наёмный киллер (эпизод)                                      |
| 1989      | ф | Бродячий автобус                          | водитель автобуса Максимыч                                   |
| 1989      | ф | Не покидай…                               | хозяин таверны                                               |
| 1989      | ф | Лифт для промежуточного человека          | председатель колхоза                                         |
| 1989      | ф | Прости нас, мачеха Россия                 | Журбенко, сотрудник СМЕРШа                                   |
| 1990      | ф | Ай лав ю, Петрович                        | эпизод                                                       |
| 1990      | ф | Место убийцы вакантно…                    | капитан                                                      |
| 1990      | ф | Танк Клим Ворошилов-2                     | сапёр                                                        |
| 1990      | ф | Ха-би-ассы                                | Полковник Федченко                                           |
| 1991      | ф | Бес                                       | Клавкин любовник                                             |
| 1991      | ф | И возвращается ветер…                     | актёр Бучма                                                  |
| 1991      | ф | Изыди!                                    | Трофим                                                       |
| 1991      | ф | Московская любовь                         | портье                                                       |
| 1992      | ф | Мушкетёры 20 лет спустя                   | дю Бертуа                                                    |
| 1993      | ф | Окно в Париж                              | директор бизнеслицея                                         |
| 1993      | ф | Разборчивый жених                         | экстрасенс (персонаж убран режиссёром, но в титрах остался)  |
| 1993      | ф | Счастливый неудачник                      | «ученик» поэта                                               |
| 1993      | ф | Ты у меня одна                            | милиционер                                                   |
| 1995      | ф | Всё будет хорошо!                         | Тузов                                                        |
| 1995      | ф | Четвёртая планета                         | Коля                                                         |
| 1995      | с | Зимняя вишня 3                            | попутчик                                                     |
| 1996      | ф | Из ада в ад                               | сотрудник госбезопасности                                    |
| 1998      | ф | Хочу в тюрьму                             | уволенный мастер, сослуживец Лямкина                         |
| 1998      | с | Зал ожидания                              | Валя, певец из цыганского хора                               |
| 1997—1998 | с | Улицы разбитых фонарей                    | алкаш Коля                                                   |
| 1998—1999 | с | Агент национальной безопасности           | Михаил, сосед профессора                                     |
| 1998—1999 | с | Улицы разбитых фонарей-2                  | бригадир Ирин                                                |
| 2000      | с | Империя под ударом                        | начальник наружного сыска Евграфий Медянников                |
| 2000      | ф | Звёздочка моя ненаглядная                 | дед Петруля                                                  |
| 2000      | ф | Потерянный рай                            | Ерофей Шаурин                                                |
| 2001      | с | Убойная сила 3                            | Сыч, попрошайка на вокзале (серия «Китайский квартал»)       |
| 2002—2003 | с | Русские страшилки                         | Яков Петрович Кожемякин, силач                               |
| 2002      | с | Русские амазонки                          | главврач                                                     |
| 2002      | с | Время любить                              | Бобров                                                       |
| 2003      | ф | Русский ковчег                            | николаевский генерал                                         |
| 2002      | ф | Дурная привычка                           | Иван Васильевич, сосед Бабочкиных, поэт                      |
| 2003      | ф | Повторение пройденого                     | Михалыч                                                      |
| 2003      | с | Спецназ 2                                 | пассажир с бутылкой                                          |
| 2003      | с | Улицы разбитых фонарей 5                  | Степан Григорьевич, пассажир в поезде («Крымский серпантин») |
| 2003      | ф | Повторение пройденного                    | шофёр Михалыч                                                |
| 2004      | ф | Время любить                              | Бобров                                                       |
| 2005      | с | Мастер и Маргарита                        | иностранец в Торгсине                                        |
| 2005      | с | Семья                                     | вахтер                                                       |
| 2005      | ф | Танцуют все!                              | Пётр Степанович Гусев                                        |
| 2005      | ф | Дневной Дозор                             | милиционер в метро                                           |
| 2005      | с | Атаман                                    | Кудинов                                                      |
| 2006      | ф | Бандитский Петербург. Фильм 8. Терминал   | Иван Кандыбин, депутат Госдумы                               |
| 2006      | ф | Парадиз                                   | ведущий                                                      |
| 2006      | ф | Ленинградец. Чужая жизнь                  | толстый начальник                                            |
| 2007      | ф | Перстень наследника династии              | Василь                                                       |
| 2007      | с | Преступление и наказание                  | трактирщик                                                   |
| 2007      | с | Защита против                             | Сидорченко                                                   |
| 2007      | с | Пером и шпагой                            | генерал-фельдмаршал Степан Апраксин                          |
| 2008      | ф | Соро Луме                                 | Дед Григоре                                                  |
| 2009      | с | Адвокат 6                                 | Вадим Сергеевич, отец Вики                                   |
| 2009      | ф | Московский дворик                         | начальник Людмилы Зотовой                                    |
| 2010      | с | Улицы разбитых фонарей 10                 | Тихонов, муж Вари                                            |
| 2010      | с | Побег                                     | заключенный                                                  |
| 2010—2011 | с | ППС                                       | Петр, мясник                                                 |
| 2010      | ф | Коробка                                   | Сол                                                          |
| 2011      | с | Дорожный патруль 10                       | Иван Семенович, водитель грузовика                           |
| 2011—2012 | с | Инспектор Купер                           | Иван Сергеевич, бывший зек                                   |
| 2013      | ф | Двойная жизнь                             | Пётр Сергеевич, отец Кати                                    |
| 2013      | ф | Первая любовь                             | дед Антон                                                    |
| 2014      | с | Григорий Р.                               | трактирщик                                                   |
| 2014      | ф | Чарли                                     | Фёдор Михайлович                                             |
| 2015      | ф | Сокровище 12-ти богов                     | коллекционер                                                 |

## Интервью
- «Как искусство народу возвращали». // «Советская культура», 28 февраля 1989.
- «Чувствую, что всё возвращается на круги своя». // «Смена», 9 февраля 2001.
- «Крышка моего гроба не закроется». // «Сегодня», № 240 (992), 25 октября 2001.
- «Несвятой Валентин». // «МК в Питере», 18 июня 2003.
- «Рисую жен и собак новых русских». // «Смена», 3 февраля 2004.
- «Букин отказался лететь в коммунизм». // «Экспресс газета», № 27(440).
- «Борода из ваты». // «Московский комсомолец», 29 декабря 2004.
- «Зачем актёр Букин крутит рулетку». // «Вечерний Петербург», № 192, 25 октября 2007.
- «Дом ветеранов сцены заменяет мне жену». // «Петербургский телезритель», № 17, 2-8 мая 2011.